# Национальная кинопремия (Индия) за лучшую детскую роль
Национальная кинопремия за лучшую детскую роль (дословно — «… для лучшего ребёнка-актёра», хинди राष्ट्रीय चित्रपट पुरस्कार, सर्वोनम बाल कलाकार पुरस्कार) — категория главной кинематографической премии Индии под эгидой Дирекции кинофестивалей Министерства информации и телерадиовещания Правительства Индии, присуждаемая актёрам детского и подросткового возраста (до 16 лет) за лучшее исполнение ролей в фильмах индийского кинематографа на любом из языков Индии.

## Описание
Официально Национальная кинопремия Индии за лучшую детскую роль впервые была присуждена в 1969 году и вручена на 16-й церемонии награждения. Первой формально зафиксированной в документах премии лауреаткой номинации стала 5-летняя Baby Rani («Малышка Рани»), появившаяся к тому моменту на большом экране в 26 фильмах, за роль в тамильскоязычной картине «Kuzhanthaikkaga». При этом ряд косвенных источников (не связанных напрямую с оргкомитетом премии) утверждают, что премии детям актёрам минимум дважды вручались ещё до этого. В частности, ещё на 11-й церемонии премии в 1964 году специальный приз был присуждён в 4,5-летнем возрасте будущему кинематографисту Сачину Пилгаонкару за роль в лучшем фильме года на маратхи «Ha Maza Marg Ekala», а согласно книге «Pride of Tamil Cinema: 1931 to 2013» (самой удостоенной Национальной кинопремии в соответствующей категории в 2015 году), на следующий день после 13-й церемонии (1966) премия также была вручена Кутти Падмини, сыгравшей сестёр-близнецов в лучшем фильме прошедшего года на тамильском языке «Kuzhandaiyum Deivamum».
Самой юной лауреаткой за историю номинации стала Шамили, исполнившая в трёхлетнем возрасте заглавную роль в тамильском фильме «Анджали» (1990); самым возрастным — Риши Капур, удостоенный премии за игру в роли юного Раджу на пределе возрастного ограничения категории (16 лет) в картине «Моё имя Клоун», причём из-за прохождения всех фильмов через комиссию по цензуре к его выходу в прокат в 1970 году Риши было около восемнадцати, а к награждению — 19 лет.
Как и другие «личные» номинации, премия за лучшую детскую роль относится к рангу «Серебряного Лотоса» (хинди रजत कमल, Rajat Kamal). Награда включает медальон премии (NFA), сертификат о награждении, а начиная с 24-й церемонии в 1977 году — и денежный приз (до 2006 — в 10 тысяч, позднее — в 50 тысяч рупий).
Честь вручения премий, как и для других номинаций Национальной кинопремии, традиционно принадлежит президенту Индии.

## Таблица лауреатов

### 1969—1979 годы
| Год и номер церемонии | Лауреаты (возраст)                 | Фильмы и их языки                  | Роли                               | Формулировки | Ссылки                             |                                    |
| --------------------- | ---------------------------------- | ---------------------------------- | ---------------------------------- | --- | ---------------------------------- | ---------------------------------- |
| 1969 (16-е вручение)  | Рани (5)                           | «Kuzhanthaikkaga» (тамильский)     |                                    | | [ 10 ]                             |                                    |
| 1970 (17-е вручение)  | Премия в номинации не присуждалась | Премия в номинации не присуждалась | Премия в номинации не присуждалась | Премия в номинации не присуждалась | Премия в номинации не присуждалась | Премия в номинации не присуждалась |
| 1971 (18-е вручение)  | Риши Капур (16)                    | «Моё имя — Клоун» (хинди)          | главный герой Раджу (в юности)     | | [ 1 ]                              |                                    |
| 1972 (19-е вручение)  | Сачин (15)                         | «Ajab Tujhe Sarkar» (маратхи)      |                                    | |                                    |                                    |
| 1973 (20-е вручение)  | Нира Малиа (12)                    | «Ranur Pratham Bhag» (бенгали)     | Рану                               | «Ranur Pratham Bhag — первый фильм Ниры. Её роль Рану свидетельствует о её пробуждающемся артистическом таланте.» | [ 12 ]                             |                                    |
| 1974 (21-е вручение)  | Г. С. Натарадж                     | «Лес» (каннада)                    | Китти                              | «За образ Китти, глазами которого мы видим уничтожение целой деревни в фильме „Лес“» | [ 14 ]                             |                                    |
| 1975 (22-е вручение)  | Кушал Чакраборти (6)               | «Золотая крепость» (бенгали)       | Мукул Дхар                         | | [ 16 ]                             |                                    |
| 1976 (23-е вручение)  | Премия в номинации не присуждалась | Премия в номинации не присуждалась | Премия в номинации не присуждалась | Премия в номинации не присуждалась | Премия в номинации не присуждалась | Премия в номинации не присуждалась |
| 1977 (24-е вручение)  | Раджу Шрестха (10)                 | «Сердцеед» (хинди)                 | Дипак «Дипу» Кумар Агнихотри       | | [ 3 ]                              |                                    |
| 1978 (25-е вручение)  | Аджитх Кумар                       | «Ghata Shraddha» (каннада)         | Нани                               | «За редкое по деликатности изображение осознания ребёнком грубости и жестокости мира взрослых, его неслышной борьбы за сохранение своей невинности и природного чувства справедливости; за поэтическую подачу реакции его героя на простепенно раскрывающиеся тайны жизни, с тривиальностью, жестокостью и трагедией как неотъемлемыми сторонами человеческого опыта.» | [ 19 ]                             |                                    |
| 1979 (26-е вручение)  | Канчан Де Бисвас (7)               | «Ganadevata» (бенгали)             |                                    | «За то, что оставался в роли самим собой.» | [ 20 ]                             |                                    |

### 1980-е годы
| Год и номер церемонии                      | Лауреаты (возраст)       | Фильмы и их языки                 | Роли                            | Формулировки | Ссылки |
| ------------------------------------------ | ------------------------ | --------------------------------- | ------------------------------- | --- | ------ |
| 1980 (27-е вручение)                       | Гита Кханна              | «Aangan Ki Kali» (хинди)          | Бхавана                         | | [ 21 ] |
| 1981 (28-е вручение)                       | Аравинд                  | «Старшая сестра» (малаялам)       | Аппу                            | «За создание комплексного образа одинокого ребёнка, без малейшей своей вины отторгаемого обществом, за выражение глубокой эмоциональной травмы с минимумом диалога и превосходно экономной жестикуляцией.» | [ 22 ] |
| 1982 (29-е вручение)                       | Лейкхендра Сингх (9)     | «Imagi Ningtham» (манипури)       | Тхойтхой                        | «За внушающий расположение образ ребёнка и его тоски по материнской любви.» | [ 23 ] |
| 1983 (30-е вручение)                       | Вимал (5)                | «Aroodam» (малаялам)              | Унни                            | «За его игру в фильме на малаялам „Aroodam“ с трогательной невинностью и отсутствием самоуверенности, дополняющую смысл его темы.»                                                                         | [ 24 ] |
| 1984 (31-е вручение)                       | Суреш (12)               | «Malamukalile Daivam» (малаялам)  | Каяма                           | «За живое изображение множества эмоций подростка из племенной деревни.» | [ 25 ] |
| 1985 (32-е вручение) группа из 4 лауреатов | Соня Аравинд Суреш Мукеш | «My Dear Kuttichathan» (малаялам) | Лакшми Винод Виджай Куттичатхан | | [ 26 ] |
| 1986 (33-е вручение)                       | Пунит (12)               | «Bettada Hoovu» (каннада)         | Раму                            | «За живую и непринуждённую игру в роли бедного мальчика, которому приходится делать сложный выбор между собственными жеданиями и долгом перед семьёй.»                                                     | [ 27 ] |
| 1987 (34-е вручение)                       | Аникет Сенгупта (10)     | «Phera» (бенгали)                 | Кану                            | «За живой и трогательный образ мальчика, вносящего новую веру и смысл в жизнь пожилого артиста.» | [ 28 ] |
| 1988 (35-е вручение)                       | Манджунатх (10)          | «Свами» (хинди)                   | Свами                           | «За совершенно очаровательное изображение юного деревенского школьника, полного невинности и озорства, показывающее прирождённую природную мудрость юности.»                                               | [ 29 ] |
| 1989 (36-е вручение)                       | Шафик Сайед (12)         | «Привет, Бомбей!» (хинди)         | Кришна / Чайпау                 | «За естественную простоту, с которой он изобразил ребёнка из трущоб.» | [ 30 ] |

### 1990-е годы
| Год и номер церемонии                      | Лауреаты (возраст)             | Фильмы и их языки             | Роли               | Формулировки | Ссылки        |
| ------------------------------------------ | ------------------------------ | ----------------------------- | ------------------ | --- | ------------- |
| 1990 (37-е вручение)                       | Мринмайи Чандоркар (5)         | «Kalat Nakalat» (маратхи)     | Чакули             | «За её невинную и непосредственную игру.» | [ 31 ]        |
| 1991 (38-е вручение) группа из 3 лауреатов | Шамили (3) Шрути (7) Тарун (7) | «Анджали» (тамильский)        | Анджали Ану Арджун | «За превосходную игру, в которой дети предстают во всей своей естественности, вместе с тем показывая намёк на внутреннее взросление.»                          | [ 32 ]        |
| 1992 (39-е вручение)                       | Сантош Редди (12)              | «Bhadram Koduko» (телугу)     | Сину               | «За продемонстрированное естественное исполнение роли умудренного опытом ребёнка.»                                                                             | [ 33 ]        |
| 1993 (40-е вручение)                       | Амит Фальке (13)               | «Mujhse Dosti Karoge» (хинди) | Гульхасан          | «За чистую радость и универсальность, которые он приносит в изображение привлекательного подростка, потерявшегося в своем мире грез.»                          | [ 34 ]        |
| 1994 (41-е вручение)                       | Тарашанкар Мишра (12)          | «Lavanya Preethi» (ория)      | Кедар              | «За успешное воплощение взросления ребёнка от детства до юности и первого осознания сексуальности.»                                                            | [ 35 ]        |
| 1995 (42-е вручение)                       | Виджай Рагхавендра (15)        | «Kotreshi Kanasu» (каннада)   | Котреши            | «За его изображение полного надежд маленького мальчика, изолированного в социальном плане. Он покоряет сердце своими кроткими и милыми манерами.»              | [ 36 ]        |
| 1996 (43-е вручение)                       | Вишвас (12)                    | «Kraurya» (каннада)           | Мурти              | «За его тонкое воплощение ребёнка, чувства которого ранит мир взрослых, лишённый любви и понимания.»                                                           | [ 37 ]        |
| 1997 (44-е вручение) 2 лауреата            | Кавья Аннапаредди (3,5)        | «Little Soldiers» (телугу)    | Банни              | «За их превосходную игру.» | [ 39 ]        |
| 1997 (44-е вручение) 2 лауреата            | Кумар                          | «Desadanam» (малаялам)        | Пармешваран        | «За их превосходную игру.» | [ 39 ]        |
| 1998 (45-е вручение)                       | Дханрадж Джонвар (16)          | «Dhanna» (хинди)              | Каннан Перумалаян  | «За натуральное актёрское изображение инвалида. Его любопытство и интересы заставляют его превратиться из социальной парии в самообучающегося члена общества.» | [ 40 ]        |
| 1999 (46-е вручение)                       | П. Шветха (10)                 | «Малли» (тамильский)          | Малли              | «За её живое исполнение чистой связи маленького ребёнка с природой и его травмы вследствие ухудшения состояния окружающей среды.»                              | [ 41 ] [ 42 ] |

### 2000-е годы
| Год и номер церемонии | Лауреаты (возраст)  | Фильмы и их языки                  | Роли                     | Формулировки | Ссылки |
| --------------------- | ------------------- | ---------------------------------- | ------------------------ | --- | ------ |
| 2000 (47-е вручение)  | Асвин Тхампи (8)    | «Jalamarmaram» (малаялам)          | Нирмал                   | «За представление невинной веры ребёнка в существование русалки и его вдохновенных стараний обезопасить для неё окружающую среду.» | [ 43 ] |
| 2001 (48-е вручение)  | Удаярадж (10)       | «Nila Kaalam» (тамильский)         | Пулли                    | «За созданный им образ Пулли, юного сироты, работающего в автомастерской в Ченнае. Всё жюри аплодировало тому, умению Удаяраджа показать одновременно невинность и искушённость Пулли, с его сочетанием энергии и непосредственности.» | [ 44 ] |
| 2002 (49-е вручение)  | П. Шветха (13)      | «Кутти» (тамильский)               | Каннамма «Кутти»         | «За приглушенный образ Кутти — девочки, обреченной претерпеть страдания от социального неравенства и эксплуатации людьми.» | [ 45 ] |
| 2003 (50-е вручение)  | Швета Прасад (11)   | «Makdee» (хинди)                   | сёстры Чунни и Мунни     | «За живую и естественную иргу в роли сестёр-близнецов.» | [ 46 ] |
| 2003 (50-е вручение)  | П. С. Киртхана (11) | «Поцелуй в щёчку» (тамильский)     | Амудха                   | «За её душераздирающее изображение девочки в поиске своей матери.» | [ 46 ] |
| 2004 (51-е вручение)  | Ашвин Читале (8)    | «Shwaas» (маратхи)                 | Парашурам Вичаре         | «За западающее в память исполнение роли мальчика, понимающего, что потеряет способность видеть.» | [ 47 ] |
| 2004 (51-е вручение)  | Калидас Джаярам     | «Ente Vidu Apuvinteyum» (малаялам) | Васудев                  | «За многогранное изображение целого спектра эмоций.» | [ 47 ] |
| 2005 (52-е вручение)  | Ом Бхутакар         | «Chhota Sipahi» (хинди)            | Джозе                    | «За образ наивного и невинного ребёнка, постепенно эволюционирующего в патриота, участника борьбы за освобождение Гоа.» | [ 48 ] |
| 2006 (53-е вручение)  | Сай Кумар (9)       | «Bommalata» (телугу)               | Раму                     | «За запоминающееся исполнение образа ребёнка, осознающего своё жгучее желание учиться.» | [ 49 ] |
| 2007 (54-е вручение)  | Дивья Чапхадкар     | «Antarnad» (конкани)               | Саника                   | «За пробуждение сложных эмоции талантливой девочки, находящейся в тени своей знаменитой матери.» | [ 50 ] |
| 2008 (55-е вручение)  | Шарад Гоекар        | «Тингья» (маратхи)                 | Тингья                   | «За покрытие диапазона чувств от нежности до яростного неповиновения с непревзойденной легкостью, при изображения Тингьи, мальчика, чья любовь к своему быку является движущей силой его юной жизни.»                                  | [ 51 ] |
| 2009 (56-е вручение)  | Шамс Патель (12)    | «Thanks Maa» (хинди)               | Гхадкопар «Мунисипалити» | «За чрезвычайно естественное изображение беспризорника, оказавшегося в непривычной для себя ситуации.» | [ 52 ] |

### 2010-е годы
| Год и номер церемонии                                    | Лауреаты (возраст)                | Фильмы и их языки                   | Роли                                                          | Формулировки | Ссылки        |
| -------------------------------------------------------- | --------------------------------- | ----------------------------------- | ------------------------------------------------------------- | --- | ------------- |
| 2010 (57-е вручение) группа из 2 лауреатов               | Шрирам Кишор                      | «Пацаны» (хинди)                    | Джива Нитхьянандхам Чоккалингам Анбураккасу «Анбу» Веллаичами | «За вдохновенное исполнение главного героя и антагониста, жизнь которых не полна друг без друга, несущих повествование на протяжении путешествия.» | [ 53 ]        |
| 2011 (58-е вручение) 4 лауреата, в том числе два вместе  | Харш Майяр (12)                   | «Меня зовут Калам» (тамильский)     | Чхоту / Калам                                                 | «За исполнение с яркими, сияющими глазами и улыбкой сорванца проницательного ума, преодолевающего любые трудности и мечтающего о том, чтоб стать лучшим.» | [ 54 ]        |
| 2011 (58-е вручение) 4 лауреата, в том числе два вместе  | Шантану Рангнекар Мачиндра Гадкар | «Champions» (маратхи)               | Раджу Санджай (братья)                                        | «За образ братьев по крови и ответственности, в борьбе за выживание на „дне“ безжалостного города.» | [ 54 ]        |
| 2011 (58-е вручение) 4 лауреата, в том числе два вместе  | Вивек Чабуксвар (11)              | «Baboo Band Baaja» (маратхи)        | Бабу                                                          | «За уловленный им в роли неукротимый дух деревенского мальчика с жаждой учиться, невзирая на окружающую среду, закрывающую все двери перед его носом.» | [ 54 ]        |
| 2012 (59-е вручение) индивидуальный и групповой лауреаты | Парто Гупте                       | «Школьный завтрак» (хинди)          | Стенли                                                        | «За демонстрацию редкой зрелости в исполнении своей роли. Его выразительное лицо и яркое умение осознать комплексную роль ребёнка, который ведёт душераздирающую двойную жизнь, делают его выдающимся юным артистом.» | [ 55 ] [ 56 ] |
| 2012 (59-е вручение) индивидуальный и групповой лауреаты | Chillar Party Group (10 человек)  | «Сорвиголовы» (хинди)               | Кешья                                                         | «За исполнение своих ролей исключительно хорошо с освежающей и достоверной экранной невинностью. Роли детей были трудными, поскольку их вызов требовал не только взаимодействия друг с другом как детская компания, вынужденная сражаться против вселенной взрослых, но и развивать своих собственных персонажей, что требовало как юмора, так и пафоса. Они разыгрывают комедийные эпизоды с безупречным чувством времени.» | [ 55 ] [ 56 ] |
| 2013 (60-е вручение) 2 лауреата                          | Вирендра Сингх Ратход             | «Dekh Indian Circus» (хинди)        | Гхумру                                                        | «Незатронутая и естественная сущность, ребёнок-актер выглядит как у себя дома в роли шаловливого, но ответственного подростка.» | [ 57 ]        |
| 2013 (60-е вручение) 2 лауреата                          | Минон                             | «101 Chodyangal» (малаялам)         | Анилкумар Бокаро                                              | «Актер продемонстрировал непревзойденный артистизм в роли не по годам развитого ребёнка, брошенного в водоворот бедствий своей семьи.» | [ 57 ]        |
| 2014 (61-е вручение) 2 лауреата                          | Сомнатх Авгхаде                   | «Fandry» (маратхи)                  | Джамбувант Качру Мане («Джабья»)                              | «Сомнатх Авгхаде безупречно играет роль подростка-далита, страх которого выходит из-под контроля, когда реалии жизни открываются ему.» | [ 58 ] [ 59 ] |
| 2014 (61-е вручение) 2 лауреата                          | Садхана                           | «Thanga Meengal» (тамильский)       | Челламма                                                      | «Садхана непринуждённо сыграла роль ребёнка-дислексика со всей её тонкостью и богатством.» | [ 58 ] [ 59 ] |
| 2015 (62-е вручение)                                     | Дж. Вигнеш и В. Рамеш             | «Воронье яйцо» (тамильский)         | старший и младший                                             | «За изображение неразлучных братьев, живущих в трущобах, которые наивно и с редким достоинством борются, чтобы приобрести то, что привлекает их на огромном рынке продуктов, развязанных либеральной экономикой, только для того, чтобы осознать суровую реальность непобедимых классовых границ.» | [ 60 ]        |
| 2016 (63-е вручение)                                     | Гаурав Менон                      | «Ben» (малаялам)                    |                                                               | «За выдающееся выступление в широком спектре эмоций мальчика, переживающего большие потрясения.» | [ 61 ]        |
| 2017 (64-е вручение) 4 лауреата, в том числе два вместе  | Адиш Правин (8)                   | «Kunju Daivam» (малаялам)           | Усеппачан                                                     | | [ 62 ] [ 63 ] |
| 2017 (64-е вручение) 4 лауреата, в том числе два вместе  | Нур Ислам (9) Самуил Алам (12)    | «Sahaj Paather Gappo» (бенгальский) | Чхоту Гопал (братья)                                          | | [ 62 ] [ 63 ] |
| 2017 (64-е вручение) 4 лауреата, в том числе два вместе  | Манохара К. (15)                  | «Railway Children» (каннада)        | Джоллу                                                        | | [ 62 ] [ 63 ] |
| 2018 (65-е вручение)                                     | Бханита Дас                       | «Village Rockstars» (ассамский)     | Дхуну                                                         | | [ 64 ]        |
| 2019 (66-е вручение)                                     | П. В. Рохит                       | «Ondalla Eradalla» (каннада)        | Самира                                                        | «За бесхитростное маневрирование через ряд событий, оставаясь при этом сосредоточенным на своем персонаже.» | [ 65 ]        |
| 2019 (66-е вручение)                                     | Самип Ранаут                      | «Harjeeta» (панджаби)               | юный Харджит Сингх                                            | «За эффективное изображение борьбы хоккеиста с тем, чтобы подняться над своими деревенскими корнями.» | [ 65 ]        |
| 2019 (66-е вручение)                                     | Талха Аршад Реши                  | «Hamid» (урду)                      | Хамид                                                         | «За уравновешенность у персонажа, изобразившего целый спектр эмоций.» | [ 65 ]        |
| 2019 (66-е вручение)                                     | Шринивас Покале                   | «Naal» (маратхи)                    | Чайтанья Бхосале                                              | «За беззаботное исполнение сложных эмоций» | [ 65 ]        |
| 2020 (67-е вручение)                                     | Нага Вишал                        | «Karuppudurai» (тамильский)         | бездомный Кутти                                               | | [ 66 ]        |
| 2021 (68-е вручение)                                     | Аканкша Пингале Дивьеш Индулкар   | «Sumi» (маратхи)                    | Сумати Чинмай                                                 | | [ 67 ]        |
| 2022 (69-е вручение)                                     | Бхавин Рабари                     | «Однажды в кино» (гуджарати)        | Самай                                                         | |               |
| 2023 (70-е вручение)                                     | Шрипат Ян                         | «Malikappuram» (малаялам)           | Пиюш Унни                                                     | | [ 68 ]        |